# Afrikaans purperhoen
Het Afrikaans purperhoen (Porphyrio alleni) is een vogel uit de familie van de rallen, koeten en waterhoentjes (Rallidae).

## Kenmerken
Deze vogel heeft een purperblauw verenkleed. De snavel en de poten zijn donkerrood en hij heeft een groene bles.

## Verspreiding en leefgebied
Deze soort komt voor in Afrika, bezuiden de Sahara, maar niet in het zuidwestelijke deel. Ook komen ze voor op Madagaskar, de Comoren en Mauritius.